# Мошеннические колл-центры на Украине

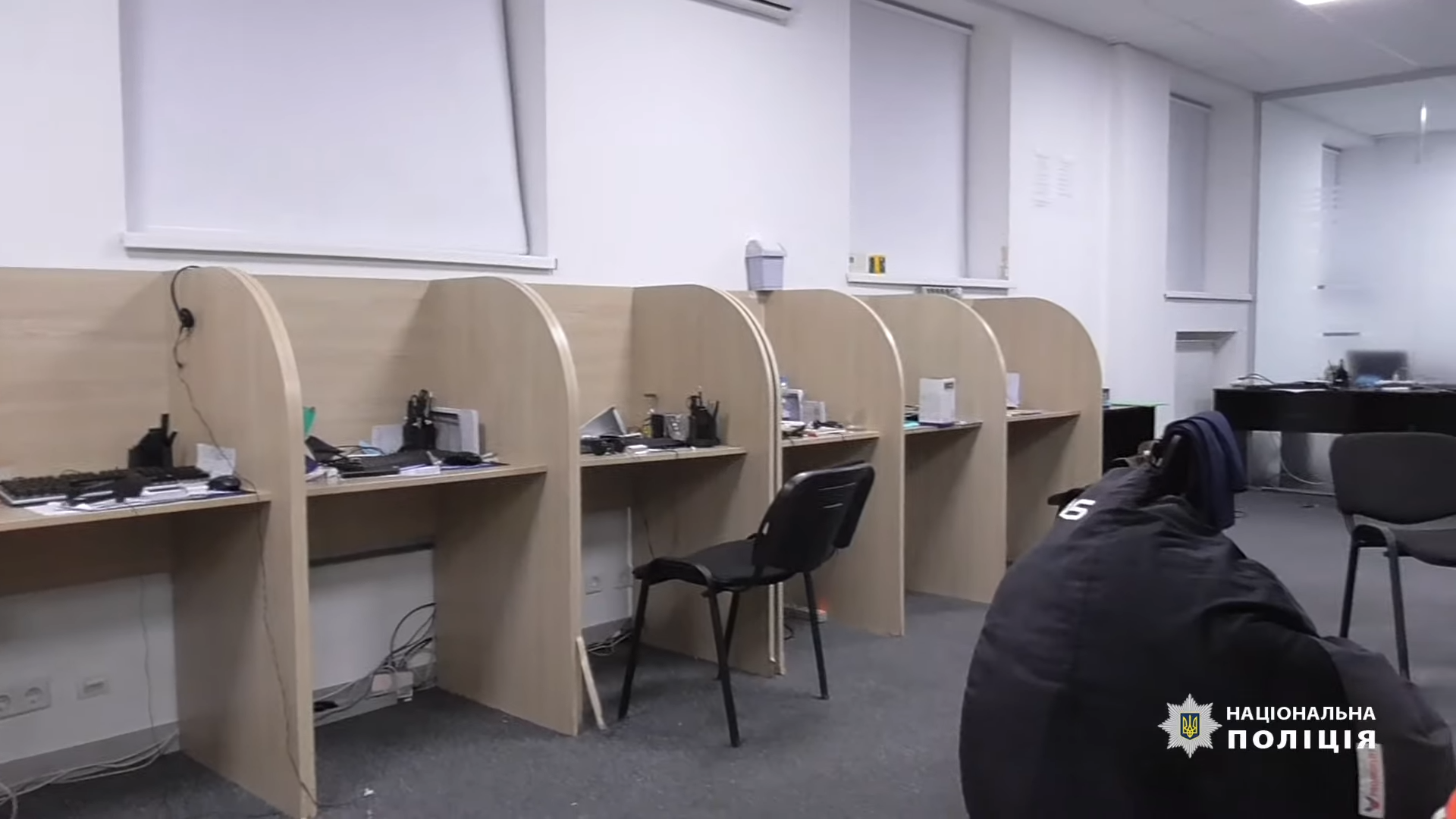
Один из украинских мошеннических колл-центров

Мошеннические колл-центры на Украине действуют в том числе в таких крупных городах, как Киев и Днепр. Один из мошеннических колл-центров, по данным на сентябрь 2021 года, существовал на улице Владимирской рядом с офисом СБУ. Согласно статье 190 Уголовного кодекса Украины «Мошенничество», деятельность таких колл-центров считается незаконной. По данным «Сбербанка», «столицей» телефонного мошенничества является украинский город Днепр, а с самой Украины до 95 % звонков поступает россиянам.
Организованные ячейки специализируются на мошеннических схемах с целью выманивания средств у граждан. Мошенники могут звонить гражданам, представившись сотрудниками службы безопасности банков и мобильных операторов, чтобы узнавать данные карт и коды из СМС-сообщений для хищения у жертв денежных средств. Получив данные, которые якобы должны были предотвратить мошенничество, мошенники похищают деньги жертв и переводят их на определённые счета. В мониторинге базирующейся в Женеве международной организации Global Initiative утверждается, что доходы, полученные через мошеннические колл-центры, часто не направляются на развитие украинской экономики и перекачиваются в оффшоры или в криптовалюты для избежания уплаты налогов.
Деятельность таких групп не ограничивается Украиной и Россией и ориентирована на страны со значительным процентом русскоязычного населения, такие как Казахстан, Польша, Чехия. Также существуют колл-центры, сфокусированные на англоязычных странах.
О деятельности украинских мошеннических колл-центров стало известно общественности как минимум в 2020 году. Международные СМИ, включая израильскую газету The Times of Israel, шведскую газету Dagens Nyheter и неправительственную организацию OCCRP, раскрыли информацию о мошеннических колл-центрах, базирующихся в Киеве. В качестве одной из компаний, ответственной за эти колл-центры, называлась «Milton Group».

## Структура
По словам сотрудника днепровской общественной организации «Антикоррупционный совет по правам человека», мошеннические колл-центры начали появляться в больших количествах ещё в 2014 году. Структура мошеннических колл-центров включает арендованные офисы, оборудованные компьютерами и специализированными телефонами. Важная информация о функционировании офисов хранится на удалённых серверах. Колл-центры функционировали или продолжают функционировать в различных городах Украины, таких как Киев, Львов, Днепр, Одесса, а также за пределами страны — в Польше, Болгарии, Греции.
Расследования ряда международных СМИ позволили раскрыть структуру мошеннических колл-центров на Украине. Эти структуры функционируют в рамках профессиональной иерархии, которая включает в себя младших «менеджеров по продажам», опытных «заводчиков», «менеджеров по удержанию» и руководителей офисов. Молодёжная офисная атмосфера данных центров сравнивается с фильмом «Волк с Уолл-стрит», так как в них присутствуют мотивационные речи, высокая текучесть кадров и вечеринки. На украинских сайтах вакансий, таких как work.ua и rabota.ua, размещены высокооплачиваемые вакансии «менеджера по продажам» и «менеджера по удержанию», связанные с деятельностью мошеннических колл-центров.
«Менеджеры по продажам» представляют собой в основном молодых людей, в том числе студентов и недавних выпускников (отмечается, что подавляющее большинство работников колл-центра в возрасте от 14 до 20 лет). Их главная задача заключается в убеждении жертв внести небольшой первоначальный депозит. В случае, если потенциальный клиент не проявляет готовность перевести средства, вмешивается опытный социальный инженер, способный выдавать себя за старшего и компетентного специалиста, чтобы обеспечить успешное завершение сделки. После внесения первоначального депозита клиента передают «менеджеру по удержанию», чья единственная цель — извлечение из него максимальной суммы денег. На этом этапе часто происходит масштабное обогащение, исходящее из первоначальной цели.
Руководители офисов, называемые «старшими», занимаются управлением финансовых и операционных аспектов работы. Чаще всего именно «старшие» решают применять физическое и психологическое влияние на работников, или, в отдельных случаях, оказывают это непосредственно собственноручно. «Клоузеры» занимаются организацией рабочих процессов и дисциплинарной работой, включая применение насилия к сотрудникам. Психологическую поддержку работникам же оказывают «менторы».
Доход одной ячейки в день днепровским изданием «Информатор» оценивается примерно в 100 тысяч долларов. Эти средства идут на текущие расходы, включая аренду, заработную плату, обналичивание, покупку валюты и взятки в адрес сотрудников правоохранительных органов. Обналичивание средств осуществляется через криптокошельки и криптобиржи. Прибыль распределяется между «долевиками» — лицами, получившими часть прибыли за финансирование организации.
В сентябре 2021 года в ходе расследования журналист издания «Страна.ua» Влад Бовтрук устроился на работу в подпольный колл-центр, работающий в центре Киева. Основными требованиями были грамотная речь, свободное владение русским языком, минимальные навыки работы с компьютером, усидчивость, внимательность, аккуратность; опыт работы не требовался. Бовтруку сказали, что он должен звонить жителям России, представляться сотрудником «Сбербанка» и различными способами вымогать у них деньги. При приёме на работу журналист получил методичку, которая представляет собой набор фраз в определённом порядке, по котором необходимо общаться с потенциальной жертвой. Сами мошенники называли жертв «лохами», также «мамонтами». Как отмечалось, сотрудники полностью осознавали, что причастны к мошенничеству. Они представлялись пострадавшим вымышленными именами и звонили им с помощью программ подмены номеров, которые копировали номера реальных сотрудников российского «Сбера» или МВД РФ. Сообщалось, что в течение дня оператор такого колл-центра делаел около 300 звонков, и что за рабочий день удавалось обмануть до пяти человек.

## Деятельность по странам

### Россия
На Украине существуют[когда?] сотни или тысячи мошеннических колл-центров, подавляющее большинство из которых, по данным «Сбербанка», нацелено на россиян. Украинские колл-центры пытаются «развести» на деньги клиентов российских банков.
Феномен появления украинских мошеннических колл-центров и их деятельности обусловлен сложной экономической обстановкой на Украине, культурной близостью, языковой и ментальной схожестью с Россией. Эти предпосылки наряду с наличием высокого уровня преступности и коррупции на Украине и сформировали крупные монополистические холдинги в сфере мошенничества. На фоне фактического отсутствия сотрудничества правоохранительных органов России и Украины с 2014 года украинские мошенники остаются почти безнаказанными, используя уязвимость законодательства Украины и отсутствие возможности подачи жалоб со стороны российских граждан.
Заместитель председателя правления «Сбера» Станислав Кузнецов отметил, что большинство колл-центров, использующих подмену номера для имитации звонков в России из банка, находится на Украине. Он назвал Днепр «столицей телефонного мошеничества», на что городской голова Днепра Борис Филатов заявил: «Вообще не понимаю, почему он так говорит. Такие колл-центры мошенников есть по всей стране». В конце 2020 года специалисты, как отмечает Кузнецов, выявили около тысячи мошеннических колл-центров, однако, по состоянию на октябрь 2021 года, их количество сократилось до примерно 150.

#### С 2022 года
В 2022 году, по данным «Сбербанка», украинские мошенники совершили приблизительно 1,5 млрд попыток мошеннических звонков к клиентам банков. Отчёт компании указывает, что в течение последнего полугодия только клиенты «Сбера» стали жертвами таких попыток в более чем 65 % случаев. В среднем, отмечает банк, ежедневно производится около 5 млн звонков, а эпицентр этого вида мошенничества ограничивается почти исключительно Россией. Исследование 37 млн звонков, проведенное экспертами «Сбербанка», свидетельствует, что 99 % таких звонков приходится на российских граждан, жителям Польши позвонили всего 380 тысяч раз, а Казахстана — 36 тысяч. По данным отдела кибербезопасности Сбербанка России, на территории Украины, по состоянию на третий квартал 2022 года, действовало более трёх тысяч мошеннических колл-центров.
Украинское издание «Стоп коррупции» выяснило, что большинство из мошеннических колл-центров использует одних и тех же адвокатов и охранников. Так, офисы охраняются фирмой «Puma Security», которая была замечена во время рейдов на колл-центры. По данным Global Initiative, во время вторжения России на Украину широкое распространение получила идея «патриотического преступника». В Одессе пророссийские преступники либо прекратили свою криминальную деятельность, либо ушли в подполье, а проукраинские преступники стали «гиперпатриотичными» и, согласно Global Initiative, даже патрулируют улицы вместе с правоохранительными органами. Некоторые члены преступных организаций, прежде действовавшие на ныне оккупированных восточных территориях Украины, теперь разрешили преступникам под своим командованием сражаться против России. Подобный подход был принят мошенническими колл-центрами, которые использовали патриотические настроения для набора новых работников, размещая в объявлениях о вакансиях такие вопросы как «Так же ненавидишь русских мразей? Хочешь помочь своей стране подорвать экономику страны-агрессора? Ждём тебя у нас».
В августе 2022 года, после серии поджогов военкоматов, генеральная прокуратура России заявила, что россияне делают это по указаниям, поступившим им с территории Украины от «лиц, финансированием которых занимаются организации, связанные с киевским режимом». В том же месяце министерство внутренних дел России впоследствии обнаружило «резкий рост сообщений об использовании телефонными мошенниками с Украины новой тактики».
Федеральная служба безопасности России отмечала[когда?], что мошеннические колл-центры использовались в качестве украинского ответа на войну. Война на Украине при этом ограничила деятельность украинской полиции. В декабре 2022 года ФСБ выпустила предупреждение об украинских мошеннических звонках, сообщив, что мошенники «склоняют доверчивых граждан к совершению поджогов объектов социальной инфраструктуры, а также автомобилей в местах массового скопления людей». Большинству из этих поджигателей, согласно данным ФСБ, заявили, что они участвуют в операции по поимке преступников. Генеральная прокуратура России утверждает, что украинские агенты во время звонков выдавали себя за полицейских или сотрудников банка и подстрекали россиян атаковать центры в обмен на обещания погасить долги.
13 марта 2023 года «Сбербанк» предупредил клиентов о новой схеме мошенничества: злоумышленники звонят клиенту под видом силовиков и говорят, что сотрудник банка украл его данные, с его счёта переводит деньги «в пользу армии Украины», и что теперь клиенту грозит дело о госизмене.
Депутат Государственной думы Сергей Миронов сообщил[когда?] министру обороны России Сергею Шойгу, что украинские мошеннические колл-центры являются законными целями для российских военных.
В апреле 2023 года российские СМИ заявили, что украинские мошенники обманом заставили пожилых россиян поджигать военкоматы и автомобили чиновников, а также выкрикивать проукраинские лозунги. Украина, в свою очередь, не прокомментировала обвинения.
В декабре 2024 года ФСБ провела обыски в предполагаемом колл-центре по борьбе с мошенничеством, арестовывав руководителя израильско-украинского происхождения. По данным ведомства, колл-центр был частью международной преступной группировки, действовавшей в интересах бывшего министра обороны Грузии и основателя Milton Group Давида Кезерашвили, занимавшейся мошенничеством под видом инвестиционных сделок — доходы от незаконной деятельности достигали 1 млн долларов в день. ФСБ заявила, что колл-центр был частью международной сети. Колл-центр, считает организация, также получил указание СБУ в 2022 году разослать мошеннические предупреждения о террористических актах в Москве, Курске, Брянске и Белгороде. 11 лицам, арестованным в ходе рейда, были предъявлены обвинения в организации преступной группы, ложной угрозе терроризма и мошенничестве в особо крупных размерах.

### Казахстан
Мошенники с Украины также звонили[когда?] жителям Казахстана. При звонках мошенники часто попадали в неловкие ситуации из-за незнания казахстанских реалий. Со временем они научились произносить названия местных банков и освоили деловой жаргон (например в Казахстане привлечение инвестиций часто называют «фондированием»). Были отмечены эти наиболее типичные ошибки: в слове «тенге» вместо звука «е» произносится «э», и звуки «о» в именах становятся «а». Некоторые казахстанцы отвечают с помощью казахского языка, которого мошенники не знают.
В декабре 2022 года, благодаря вмешательству правоохранительных органов Казахстана, Украина закрыла мошеннический колл-центр из Днепра, жертвами которого стали около 18 тысяч казахстанцев. Группа мошенников выдавала себя за сотрудников IT-безопасности банков.
В октябре 2023 года заместитель министра внутренних дел Казахстана Игорь Лепеха рассказал подробности о ликвидации на Украине крупного мошеннического колл-центра, деятельность которого была в основном нацелена на казахстанцев. Лепеха отметил, что причинённый ими ущерб составил около 7 миллиардов тенге, 5,8 млрд из которых были оформлены в виде кредитов и займов.

### Чехия
В ноябре 2022 года полиция Чехии опубликовала пресс-релиз, посвящённый методам, используемым украинскими мошенническими колл-центрами. В сообщении говорилось, что в декабре 2020 года криминалистам удалось выяснить, как началась преступная деятельность этих украинских групп. Злоумышленники осуществляли переводы денежных средств на зарубежные счета, преимущественно в России и на Украине.
В январе 2021 года наблюдалось изменение тактики, когда мошенники предлагали потерпевшим перевести деньги на «безопасные» счета в чешских банках, принадлежащие чешским гражданам. Эти средства затем собирались и переводились уполномоченным лицам. Весной 2021 года злоумышленники изменяли свой подход, требуя под предлогом защиты средств выдачи наличных через банкоматы нового поколения под названием «Bitcoinmat». В ноябре по запросу властей Чехии в Евроюсте было возбуждено дело.
В феврале 2022 года в Гааге было проведено первое заседание совместной следственной группы. В июне 2022 года при поддержке Евроюста чешскими и украинскими властями была создана совместная следственная группа (JIT).
В апреле 2023 года прошло первое совместное мероприятие чешской и украинской полиции, в котором было задействовано 140 сотрудников полиции. Уголовное преследование четырёх задержанных лиц в Чехии в связи с мошенническими деяниями началось 12 апреля. Всем обвиняемым были предъявлены обвинения в мошенничестве и участии в организованной преступной группе, что могло повлечь до 12 лет лишения свободы в случае признания виновными. В том же месяце суд в Днепре принял решение об экстрадиции всех шести задержанных на Украине. Они прилагали усилия, чтобы избежать этой меры, подавая жалобы и апелляции. Пять из них были экстрадированы на границе Украины и Польши 25 сентября, шестой — в Чехию 4 октября. Все шесть человек были помещены под стражу в Чехии после возбуждения уголовного дела.
По данным чешской полиции, один из днепровских колл-центров смог обмануть более 600 жертв, большинство из которых проживает[когда?] в Чехии. Мошенники использовали технологию CLI, звоня жертвам от лица банка и полиции, предупреждая об предстоящем хакерском нападении и предлагая перевести деньги на «безопасный» счёт. Общий ущерб от этой схемы, сообщает ведомство, достиг 195 086 374 крон (8,7 млн долларов).
Европол и Евроюст выразили поддержку[когда?] усилиям Чехии и Украины в борьбе с мошенническими колл-центрами.

### Латвия
В марте 2023 года в ходе рейда в Днепропетровской области были задержаны и предъявлены обвинения 10 членам преступной группировки, включая «вора в законе» по прозвищу Лаша Сван. Предполагалось, что они были организаторами мошеннических колл-центров, ориентированных в основном на граждан Латвии. Одновременно с этими событиями возникли свидетельства о связи лидера организации наркоторговли «Химпром» с мошенническими колл-центрами. «Химпром» — одна из крупнейших организованных преступных групп наркорынка Украины.

### Израиль
В июне 2023 года киберполиция Украины в сотрудничестве с израильскими правоохранительными органами разоблачила деятельность организатора колл-центра, работники которого, по данным ведомства, незаконно присвоили 5 млн гривен.

### Эстония
В октябре 2023 года руководитель отдела по борьбе с мошенничеством и преступлениями против имущества Пыхьяской префектуры Вячеслав Миленин отметил: «На сегодняшний день используется интернетная телефония, которая очень затрудняет работу. Известно, что большинство колл-центров находится в Украине, это не секрет. Но получить какие-то нити, какие-то доказательства, чтобы указать на один или другой центр — это сложно. Можно сказать, что эту схему хорошо продумали и мошенники очень хорошо спрятали следы. Они прекрасно знают методы и тактику работы полиции, поэтому на всех этапах тщательно маскируются».

### Швейцария
Согласно информации, предоставленной Евроюстом, расследование случаев инвестиционного мошенничества было инициировано в октябре 2019 года после обращения потерпевшего к властям Швейцарии. В результате были выявлены мошеннические колл-центры и веб-сайты, предположительно связанные с финансово-торговыми компаниями, находившимися на Украине и в Грузии. В связи с войной на Украине расследование было временно приостановлено. Однако к концу 2022 года в рамках международного сотрудничества были предприняты скоординированные действия в 23 странах. В результате проведения обысков были заморожены банковские счета и активы, связанные с мошенническими операциями.

### Англоязычные страны
В июне 2023 года департамент киберполиции Национальной полиции Украины провёл масштабную операцию по пресечению деятельности 9 мошеннических колл-центров в Киеве и Днепре. Колл-центры были уличены в предложении поддельных кредитов, инвестиций, страхования, лотерейных призов. Мошенники атаковали в основном иностранных граждан, особенно из США, Канады, Австралии и Великобритании.

## «Milton Group»
«Milton Group» (англ. Milton Group) — организованная преступная сеть мошеннических операций, действующая по всему миру и управляемая в основном из колл-центров в Тбилиси и Киеве. Расследование специалистов из BBC Eye Investigations выявило 152 бренда, используемые «Milton Group», включая вымышленную фирму по торговле криптовалютой в Джорджии Solo Capitals, CoinEvo и EverFX. Бывший сотрудник «группы Милтона» обратился к шведским СМИ после того, как узнал, что газета Dagens Nyheter снабдила его скрытой камерой, чтобы записывать происходящее.
В октябре 2021 года премьер-министр Грузии Ираклий Гарибашвили заявил, что за мошенническими колл-центрами якобы стоит бывший чиновник Единого национального движения (ЕНД) и бывший министр обороны Давид Кезерашвили. По утверждению главы правительства, Кезерашвили, у которого раньше «были колл-центры в Украине», организовал преступную инвестиционную сеть, действующую в качестве колл-центров.
Несмотря на то, что афера организации была разоблачена рядом влиятельных мировых СМИ, Украина не предприняла никаких существенных действий в отношении руководимых «Milton Group» мошеннических колл-центров.

## Борьба с мошенническими колл-центрами
В августе 2020 года киевское отделение Национальной полиции Украины пресекло масштабную мошенническую схему по хищению денег у клиентов банка. Сообщается, что преступники, стоявшие за этой схемой, создали колл-центры, в которых работало 300 человек. Их сотрудники выдавали себя за представителей известных банков и отправляли клиентам банков текстовые сообщения, утверждая, что кто-то пытался взломать их банковские счета. Затем сотрудники колл-центра звонили клиентам и обманом заставляли их передавать данные своей банковской карты. По данным прокуратуры Киева, мошенники смогли незаконно получить базы данных, содержащие телефонные номера клиентов украинских и международных банков, работающих на Украине.
В сентябре 2021 года Служба безопасности Украины предотвратила работу сети из 6 колл-центров во Львове, которую группа мошенников использовала для обмана инвесторов в криптовалюту по всему миру. Мошенники использовали телефонные номера VoIP, чтобы скрыть своё местоположение, обманывая тысячи иностранных инвесторов. Главное управление СБУ во Львовской области провело операцию под надзором Генеральной прокуратуры. Во время обысков в 6 колл-центрах сотрудники правоохранительных органов изъяли электронику и документы, которые связывали мошенников с незаконной деятельностью. Сообщается, что жертвы переводили деньги на банковские карты и криптокошельки преступников с дальнейшей конвертацией в ненаблюдаемый сектор экономики.
30 июня 2022 года информационное агентство УНИАН сообщило, что украинские мошеннические колл-центры возобновляют работу. По информации издания, в Киеве и Львове активно набирают сотрудников в эти центры через объявления в Интернете. В августе Национальная полиция Украины ликвидировала сеть колл-центров, используемых киберпреступной группой, нацеленной на жертв мошенничества с криптовалютой под видом помощи им в возврате украденных средств. Мошенники также якобы были причастны к обману граждан Украины и стран Европейского союза, заинтересованных в инвестициях в криптовалюту, ценные бумаги, золото и нефть.
В ноябре 2022 года украинская киберполиция и «Европол» выявили и арестовали пятерых ключевых членов международной сети мошенников, работавшей и имевшей офисы в Украине, Германии, Испании, Латвии, Финляндии и Албании. Убытки от деятельности сети оценили в размере более 200 миллионов евро в год. Согласно заявлению украинской киберполиции, по оценкам, преступная группировка наняла более 2000 человек в свои колл-центры, привлекая жертв на мошеннические сайты. На Украине располагались три колл-центра, а 5 человек, задержанных полицией, предположительно являются организаторами локальных операций.
В ноябре 2023 года киберполиция Украины закрыла мошеннические колл-центры в Львове, Одессе, Днепре и Кривом Роге с участием свыше 800 человек, подозреваемых в краже данных и убеждении жертв «инвестировать» в криптовалютные схемы. В ходе операции было изъято около 900 единиц цифровой техники, а также мобильные телефоны, SIM-карты, жёсткие диски и документы.
В июне 2024 года Национальная полиция Украины сообщила о задержании 14 подозреваемых, включая предполагаемых организаторов преступной схемы. По данным ведомства, двое граждан Грузии в возрасте 49 и 51 года, обладающие значительным влиянием в преступном мире, предположительно организовали сеть мошеннических колл-центров, вовлекая в свою деятельность ещё 12 человек. Их целью было убеждать ничего не подозревающих граждан из разных стран вкладывать свои средства в криптовалюту, гарантируя прибыльность инвестиций.